# Talón de Muerto
Talón de Muerto es un cultivar de higuera de tipo Higo Común Ficus carica, unífera es decir produce una sola cosecha por temporada, los higos de verano-otoño, de higos de epidermis con color de fondo verde oscuro con sobre color  marrón sucio, lenticelas de tamaño mediano y color verde blanquecino. Es oriunda de Santiago y Zaraiche en la Región de Murcia, y Alcaraz de Albacete; se está cultivando en el vivero de ANSE "Asociación de Naturalistas del Sureste", donde cultivan variedades frutícolas y hortícolas de la herencia para su conservación y recuperación en su cultivo.

## Sinonimia
- „Boca de Muerto“.[6][7]

## Historia
Nuestra higuera Ficus carica, procede de Oriente Medio y sus frutos formaron parte de la dieta de nuestros más lejanos antepasados. Se cree que fueron fenicios y griegos los que difundieron su cultivo por toda la cuenca del mar Mediterráneo. Es un árbol muy resistente a la sequía, muy poco exigente en suelos y en labores en general.
Los higos secos son muy apreciados desde antiguo por sus propiedades energéticas, además de ser muy agradables al paladar por su sabor dulce y por su alto contenido en fibra; son muy digestivos al ser ricos en cradina, sustancia que resulta ser un excelente tónico para personas que realizan esfuerzos físicos e intelectuales.
España se ha consolidado en los últimos años como el mayor productor de higos de la Unión Europea y el noveno a nivel mundial, según los datos de "FAOSTAT" (Estadísticas de la FAO) del 2012 que recoge un reciente estudio elaborado por investigadores del « “Centro de Investigación Finca La Orden- Valdesequera” ».
Esta variedad 'Talón de Muerto' está descrita por Diego Rivera Núñez en su libro «Las variedades tradicionales de frutales de la cuenca del Río Segura: Catálogo etnobotánico: cítricos, frutos carnosos y vides» de 1988.
La higuera 'Talón de Muerto' tiene su origen en la cuenca del río Segura, Región de Murcia. Se está cultivando en la Región de Murcia en el vivero de ANSE "Asociación de Naturalistas del Sureste", donde cultivan variedades frutícolas y hortícolas de la herencia para su conservación y recuperación de su cultivo.

## Características
La higuera 'Talón de Muerto' es una variedad unífera de tipo Higo Común produce una cosecha por temporada los higos de otoño. Árbol de mediano desarrollo, follaje denso, hojas de 3 lóbulos en su mayoría, con el lóbulo central en forma de punta de lanza, también tiene hojas de 1 lóbulo pero menos. Los frutos 'Talón de Muerto' son de producción mediana de higos.
Los frutos 'Talón de Muerto' son periformes, de tamaño mediano a grande, no simétricos, de epidermis de textura fina  resistente, de color de fondo verde oscuro con sobre color marrón sucio, lenticelas de tamaño mediano y color verde blanquecino; cuello grueso de una longitud tipo mediano; costillas marcadas. El mesocarpio presenta dos franjas de distinto grosor, la próxima al cuerpo central muy fina, y muy gruesa en la zona del cuello ambas con color blanco; cavidad interna grande con aquenios medianos muy numerosos; pulpa de color ámbar marronáceo sucio, dulce y jugosa; con firmeza media. De una calidad buena en su valoración organoléptica.

## Cultivo y usos
'Talón de Muerto', es una variedad de higo con piel fina que se pela con facilidad, se pueden consumir en fresco, muy buenos de sabor. Se encuentran ejemplares antiguos de higueras en Santiago y Zaraiche en la Región de Murcia, y Alcaraz de Albacete; se está cultivando en el vivero de ANSE.